# Adolfas Mekas
Adolfas Mekas est un réalisateur et monteur américain, d'origine lituanienne, né le 30 septembre 1925 à Semeniškiai, près de Biržai (Lituanie), mort le 31 mai 2011 à Poughkeepsie (État de New York),.

## Biographie
Adolfas Mekas est le frère du réalisateur et écrivain Jonas Mekas.  Avec Edouard de Laurot (en), les deux frères cofondent le magazine Film Culture en 1954,.

## Filmographie

### Réalisateur
- 1963 : Hallelujah les collines (Hallelujah the Hills)
- 1965 : Skyscraper
- 1965 : The Double-Barrelled Detective Story
- 1968 : Windflowers
- 1970 : Compañeras y compañeros
- 1972 : Going Home

### Monteur
- 1963 : Hallelujah les collines (Hallelujah the Hills)
- 1964 : Goldstein de Philip Kaufman
- 1964 : The Brig
- 1965 : The Double-Barrelled Detective Story
- 1966 : The Love Merchant
- 1966 : Step Out of Your Mind
- 1968 : Windflowers
- 1971 : A Weekend with Strangers
- 1972 : Going Home